# The Culinary Institute of America

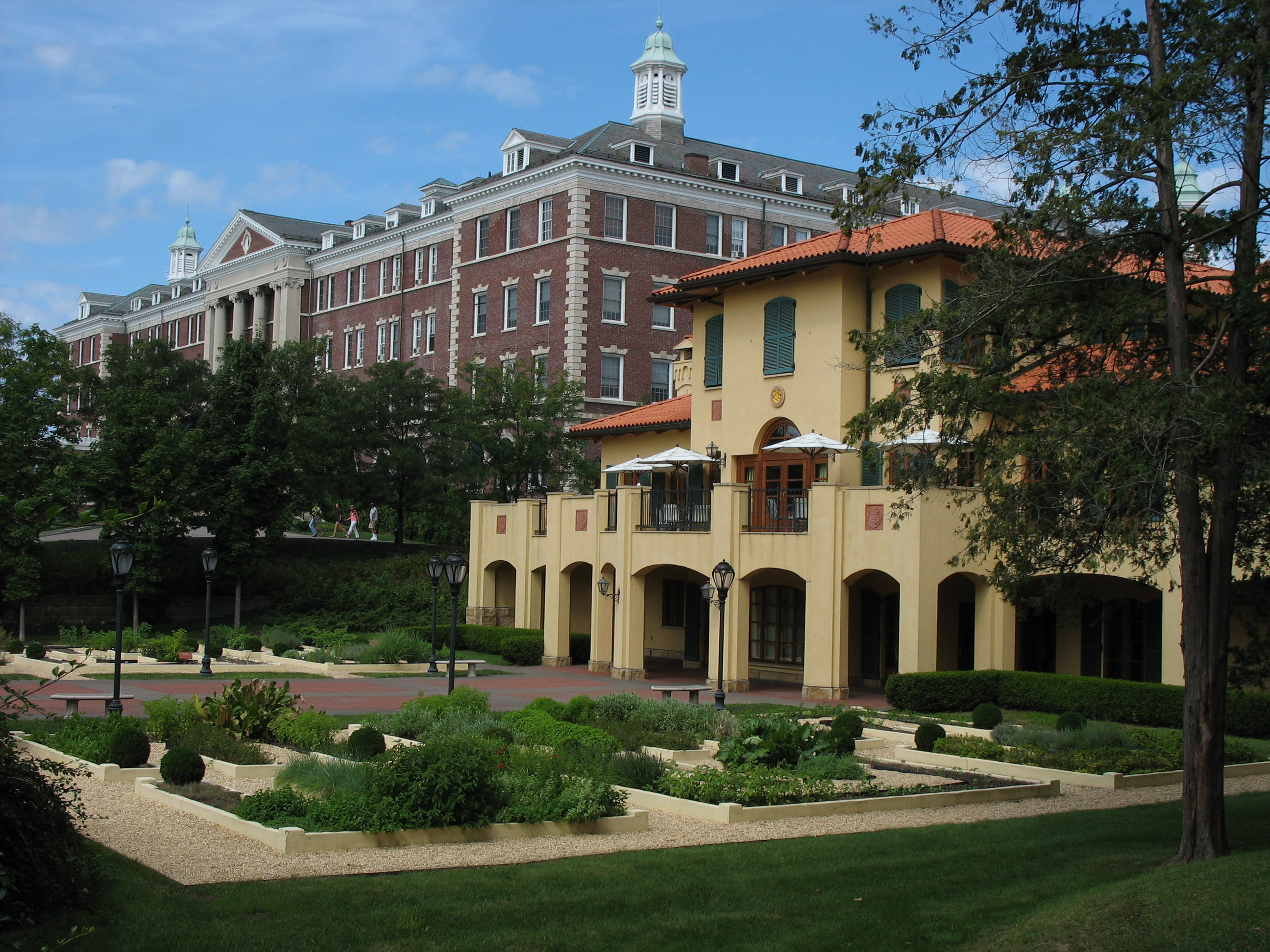
Culinary Institute of America en Hyde Park, NY. Roth Hall (izquierda) y Colavita Center for Italian Food and Wine.

El Culinary Institute of America (CIA) es una universidad privada estadounidense sin fines de lucro especializada en la Educación en las Artes Culinarias y en las Artes de Panadería y Pastelería. El campus principal del CIA se encuentra en Hyde Park, Nueva York con sedes universitarias en St. Helena, California; Napa, California; San Antonio, Texas y Singapur. El CIA también ofrece educación continua de perfeccionamiento para los profesionales de la industria hotelera, conferencias y servicios de consultoría, clases recreativas para los aficionados a la cocina, y la Escuela de Negocios de Comida (The Food Business School), su centro para la educación de ejecutivos y de posgrado. La universidad cuenta con una Facultad de aproximadamente 170 profesores, muchos de ellos certificados como Chefs Maestros de Cocina por la American Culinary Federation, así como Panaderos Maestros certificados por el Retail Bakers of America. El CIA tiene más de 48,000 exalumnos en prácticamente todas las áreas de la industria alimentaria.
La universidad ofrece diplomas de asociado en las Artes Culinarias y las Artes de la Panadería y Pastelería en sus campus de Nueva York, California y Texas, y títulos de licenciatura en Administración, Ciencias Culinarias y Ciencias Aplicadas en el Estudio de Alimentos en su campus de Nueva York. Cada programa cuenta con un curso externo de práctica profesional de 15 semanas en un centro de operación de servicio de alimentos aprobado por el CIA, y experiencia práctica en los restaurantes del campus universitario. Los programas de licenciatura en Administración incluyen las siguientes áreas de enfoque: estudios avanzados de enología, bebidas y hotelería; gastronomía latina; conceptos avanzados de panadería y pastelería; emprendimiento (creación de una empresa); la cocina de alimentos de la granja a la mesa; y la gastronomía asiática. La mayoría de estas áreas de enfoque incluyen un semestre en los campus del CIA de California, Texas, o Singapur. Los programas de licenciatura de la universidad están acreditados por la “Middle States Commission on Higher Education”, una Asociación reconocida por el Departamento de Educación de EE. UU. y por el Concejo de Acreditación de Enseñanza Superior para acreditar universidades.